# آگوستین پاجو
آگوستین پاجو (انگلیسی: Augustin Pajou; ۱۹ سپتامبر ۱۷۳۰ – ۸ مهٔ ۱۸۰۹) مجسمه‌ساز اهل فرانسه بود.
وی همچنین برندهٔ جوایزی همچون جایزه بزرگ رم شده‌است.